# 太陽のSEASON
『太陽のSEASON』（たいようのシーズン）は、日本の女性歌手、安室奈美恵の単独名義では1枚目のシングル。事実上、安室のソロデビュー曲となっている。

## 概要
- 前作「TRY ME 〜私を信じて〜」の大ヒットを受けて発売されたユーロビート路線第2弾。
- 「太陽のSEASON」はVERONICA SALESの「SEASON」のカバー。同時期にKING & QUEENが「SEASON (LOVING NOW)」に改題してカバーしている。
「ハートに火をつけて」はD-ESSEXの「BURNING LOVE」のカバー。
- 「安室奈美恵」単独名義のシングルではあるが、CDの裏ジャケットにはSUPER MONKEY'S（現・MAX）の写真ともに「安室奈美恵 with SUPER MONKEY'S」の記載があり、音楽番組でも同クレジットで共に出演していた。
- 元々は原曲の「SEASON」というタイトルそのままで同年の2月にリリースされる予定だったが、前作「TRY ME」のロングヒットのため発売を2ヶ月延期した。
- 同曲の発売記念ライブを日比谷野外音楽堂で開催。
- 「太陽のSEASON (EXTENDED VERSION)」、「ハートに火をつけて (EXTENDED VERSION)」がアナログ盤に収録されている。
- 2015年現在、アルバムに収録されているのは『DANCE TRACKS VOL.1』(「太陽のSEASON」はNEW ALBUM MIX･SALSOULIKE MIX、「ハートに火をつけて」はNEW ALBUM MIXで収録) と『ORIGINAL TRACKS VOL.1』(どちらも東芝EMIから発売) と、1998年に発売されたベストアルバム『181920』(avexから発売、｢太陽のSEASON」のみ) に収録されている。
- 長らくライブで披露することはなかったが、2012年のドームツアー「namie amuro 5大ドーム TOUR 2012 ～20th Anniversary Best～」にて、｢TRY ME 〜私を信じて〜」、「愛してマスカット」と共に東芝EMI在籍時代の楽曲を披露した。

## チャート成績
本作は累計61.1万枚を売り上げた（オリコン調べ）。

## 収録曲
全作詞：鈴木計見 / 全作曲：HINOKY TEAM / 全編曲：DAVE RODGERS
1. 太陽のSEASON
2. ハートに火をつけて
3. 太陽のSEASON (ORIGINAL KARAOKE)
4. ハートに火をつけて (ORIGINAL KARAOKE)

## タイアップ
- 太陽のSEASON
  - ロッテ「クレープアイス」CMソング
  - 日本テレビ系「GROOVY」オープニングテーマ

## 各楽曲の収録作品
| 規格                  | タイトル                                                                             | 種類                   | 備考                                                                     |
| 1. 太陽のSEASON       | 1. 太陽のSEASON                                                                      | 1. 太陽のSEASON        | 1. 太陽のSEASON                                                          |
| --------------------- | ------------------------------------------------------------------------------------ | ---------------------- | ------------------------------------------------------------------------ |
| CD                    | DANCE TRACKS VOL.1                                                                   | オリジナルアルバム     | ※ 異なるバージョン (NEW ALBUM MIX・SALSOULIKE MIX) を2曲収録。           |
| CD                    | ORIGINAL TRACKS VOL.1                                                                | ベストアルバム         | 項目参照                                                                 |
| CD                    | 181920                                                                               | ベストアルバム         | 項目参照                                                                 |
| CD                    | namie amuro 5 Major Domes Tour 2012 〜20th Anniversary Best〜                        | ライヴアルバム         | 項目参照                                                                 |
| CD                    | Finally                                                                              | ベストアルバム         | 楽曲を再録・ニューレコーディングで収録。                                 |
| 配信限定              | namie amuro 25th ANNIVERSARY LIVE in OKINAWA at 宜野湾海浜公園野外特設会場 2017.9.16 | 配信限定ライヴアルバム | 項目参照                                                                 |
| 配信限定              | namie amuro Final Tour 2018 〜Finally〜 at Tokyo Dome 2018.6.3                       | 配信限定ライヴアルバム | 項目参照                                                                 |
| 映像作品              | AMURO NAMIE FIRST ANNIVERSARY 1996 LIVE AT MARINE STADIUM                            | ライヴ映像             | 項目参照                                                                 |
| 映像作品              | namie amuro tour 2001 break the rules                                                | ライヴ映像             | ※ ファンクラブ限定盤 のみ収録。                                          |
| 映像作品              | namie amuro 5 Major Domes Tour 2012 〜20th Anniversary Best〜                        | ライヴ映像             | 項目参照                                                                 |
| 映像作品              | namie amuro 25th ANNIVERSARY LIVE in OKINAWA                                         | ライヴ映像             | - 『namie amuro Final Tour 2018 〜Finally〜』内に付属                    |
| 映像作品              | namie amuro Final Tour 2018 〜Finally〜                                              | ライヴ映像             | ※ 豪華盤のみ、5公演 (愛知・大阪・札幌・福岡・5月東京) の映像が存在する。 |
| 1. ハートに火をつけて |                                                                                      |                        |                                                                          |
| CD                    | 『DANCE TRACKS VOL.1』                                                               | オリジナルアルバム     | ※ NEW ALBUM MIX (リミックスバージョン) として収録。                      |
| CD                    | ORIGINAL TRACKS VOL.1                                                                | ベストアルバム         | 項目参照                                                                 |
| 配信限定              | namie amuro 25th ANNIVERSARY LIVE in OKINAWA at 宜野湾海浜公園野外特設会場 2017.9.16 | 配信限定ライヴアルバム | 項目参照                                                                 |
| 映像作品              | AMURO NAMIE FIRST ANNIVERSARY 1996 LIVE AT MARINE STADIUM』                          | ライヴ映像             | 項目参照                                                                 |
| 映像作品              | namie amuro 25th ANNIVERSARY LIVE in OKINAWA                                         | ライヴ映像             | - 『namie amuro Final Tour 2018 〜Finally〜』内に付属                    |